# Colaisaca
Colaisaca ist eine Ortschaft und eine Parroquia rural („ländliches Kirchspiel“) im Kanton Calvas der ecuadorianischen Provinz Loja. Die Parroquia besitzt eine Fläche von 196,2 km². Die Einwohnerzahl lag im Jahr 2010 bei 1854.

## Lage
Die Parroquia Colaisaca liegt in den westlichen Anden im äußersten Süden von Ecuador, etwa 10 km von der peruanischen Grenze entfernt. Das Areal liegt in Höhen zwischen 780 m und 2600 m. Die Längsausdehnung des Verwaltungsgebietes in Nord-Süd-Richtung beträgt 18,5 km, in Ost-West-Richtung 16,5 km. Entlang der nördlichen Verwaltungsgrenze fließt der Río Catamayo nach Westen. Der nördliche Teil der Parroquia wird über den Río Trapichillo nach Norden zum Río Catamayo entwässert. Der südliche Teil der Parroquia wird über den Río Tangula, ebenfalls ein Nebenfluss des Río Catamayo, nach Westen entwässert. Der etwa 2520 m hoch gelegene Hauptort Colaisaca befindet sich an der Fernstraße E69 (Cariamanga–Macará), 15 km westlich vom Kantonshauptort Cariamanga.
Die Parroquia Colaisaca grenzt im Norden an das Municipio von Catacocha (Kanton Paltas), im Osten an das Municipio von Cariamanga, im Süden an die Parroquia Utuana sowie im Westen an die Parroquia Sozoranga (Kanton Sozoranga).

## Orte und Siedlungen
In der Parroquia gibt es neben dem Hauptort Colaisaca folgende Barrios: 
- Ajilanga
- Atillo
- Belamine
- Carango
- Cochapamba
- Colaisaca
- El Batán
- Guamba
- Guato
- Horcon
- La Laguna
- Moras
- Naranjos
- Ningomine
- Paraza
- Piedra Negras
- Pitas
- Pongo
- Pulpería
- Tarume
- Tuchimine
- Tunas
- Tuscuimine
- Upaco
- Yaguarcocha
- Zurunuma

## Geschichte
Die Parroquia wurde am 15. September 1869 gegründet.